# Ioan Antoniadi
Ioan Antoniadi (n.  ? – d. 1886) a fost un om politic român, care a îndeplinit funcția de primar al municipiului Iași în perioada 3 septembrie 1868 - 2 iunie 1869. 
A fost membru al Lojii „Steaua României” din Iași.